# Bitterkruidbremraap
De bitterkruidbremraap (Orobanche picridis) is een lage tot middel hoge (15–70 cm), bleke, overblijvende plant uit de bremraapfamilie (Orobanchaceae). Hij parasiteert voornamelijk op echt bitterkruid en soms op gewoon biggenkruid. De soort staat op de Nederlandse Rode lijst van planten als zeldzaam en stabiel of toegenomen. In België was de bitterkruidbremraap vroeger zeer zeldzaam in het Maasgebied en in de zuidelijke Ardennen, maar is daar inmiddels verdwenen. De bloeitijd in Nederland valt normaal gesproken in mei en juni. Het aantal chromosomen is 2n = 38.

## Naamgeving
De naam bremraap is afkomstig van de grote bremraap die op de brem parasiteert en een knol vormt op de wortels van de gastheer en daaruit komt de bloeistengel. De geslachtsnaam Orobanche komt van het Oudgriekse ὄροβος (orobos), een wikke, en ἄγχειν (anchein), 'wurgen', omdat een van de soorten zo'n vernietigend effect kan hebben op de groei van deze gastheer. De soortnaam picridis verwijst naar de belangrijkste gastheer Picris hieracioides (Bitterkruid).

## Beschrijving
De bitterkruidbremraap is een bleke, bladgroenloze plant die parasiteert met zuigwortels op het wortelstelsel van echt bitterkruid of (zelden) gewoon biggenkruid. Het grootste deel van het jaar bevindt de hele plant zich onder de grond als een rondachtige stengelknol. Enkele weken voor de bloei groeit de onvertakte stengel naar boven. Deze stengel is bezet met crèmekleurige klierharen, slank, lichtgeel, en vaak - vooral hoger aan de stengel - rozig aangelopen. Verspreid aan de stengel staan 6-12 dunne, smaldriehoekige schubvormige bladeren, die tijdens de bloei al verdroogd en bruin zijn. Deze schubben zijn smaller dan de stengel dik is en hebben aan de van de stengel afgekeerde kant eveneens crèmekleurige klierharen. De tweezijdig symmetrische tweeslachtige bloemen staan elk in de oksel van een zeer smal driehoekig schutblad dat langer is dan de bloem en tijdens de bloei al verdroogd en bruin is. De bloem bloeit zeer snel uit, valt niet af, maar verdroogd en wordt bruin. De kelk bestaat uit twee, meestal vrije helften, die elk of in één smalle spits of in twee vrijwel evenwijdig uitlopende smalle tanden eindigen. De tanden van de kelkhelften zijn ongeveer even lang als de rest van de kelkhelft. Als er twee zijn, dan staan deze ongeveer evenwijdig aan eIkaar. De buisvormige bloemkroon is 14–22 mm lang en heeft een onder- en bovenlip. De bovenlip is meestal niet gedeeld, maar soms ondiep uitgerand. De onderlip bestaat uit drie afstaande lobben. De bloemkroon is aan de basis crèmekleurig maar heeft naar de top een enigszins bleekpaarse tint. De bloemkroon is meestal alleen aan de voet iets gebogen, de middellijn aan de het rugkant is daarboven vrijwel recht, maar soms over de hele lengte gekromd. Er zijn twee kortere en twee langere meeldraden die 2 tot 5 mm boven de voet op de kroonbuis ingeplant staan. De voet van de helmdraden is dicht behaard. Het bovenstandige, eenhokkige vruchtbeginsel versmalt flesvormig in de stijl die eindigt in een meestal tweelobbige oudroze tot steenrode stempel. De eenhokkige doosvrucht springt met twee kleppen open die echter aan de top met elkaar verbonden blijven, en bevat zeer veel, 1 mm lange en 0,7 mm brede zaden (500-3250 per vrucht). De zaden blijven tientallen jaren kiemkrachtig en kiemen waarschijnlijk in reactie op chemische stoffen die uitgescheiden worden door wortels van hun gastheren. De zaden zijn bruin, glanzend, met een netstructuur, onregelmatig ovaal en ongeveer 1×⅔ mm. De bruine verdroogde bloeistengels blijven na de bloei staan, maar zijn bros zodat ze zelden de winter doorkomen.

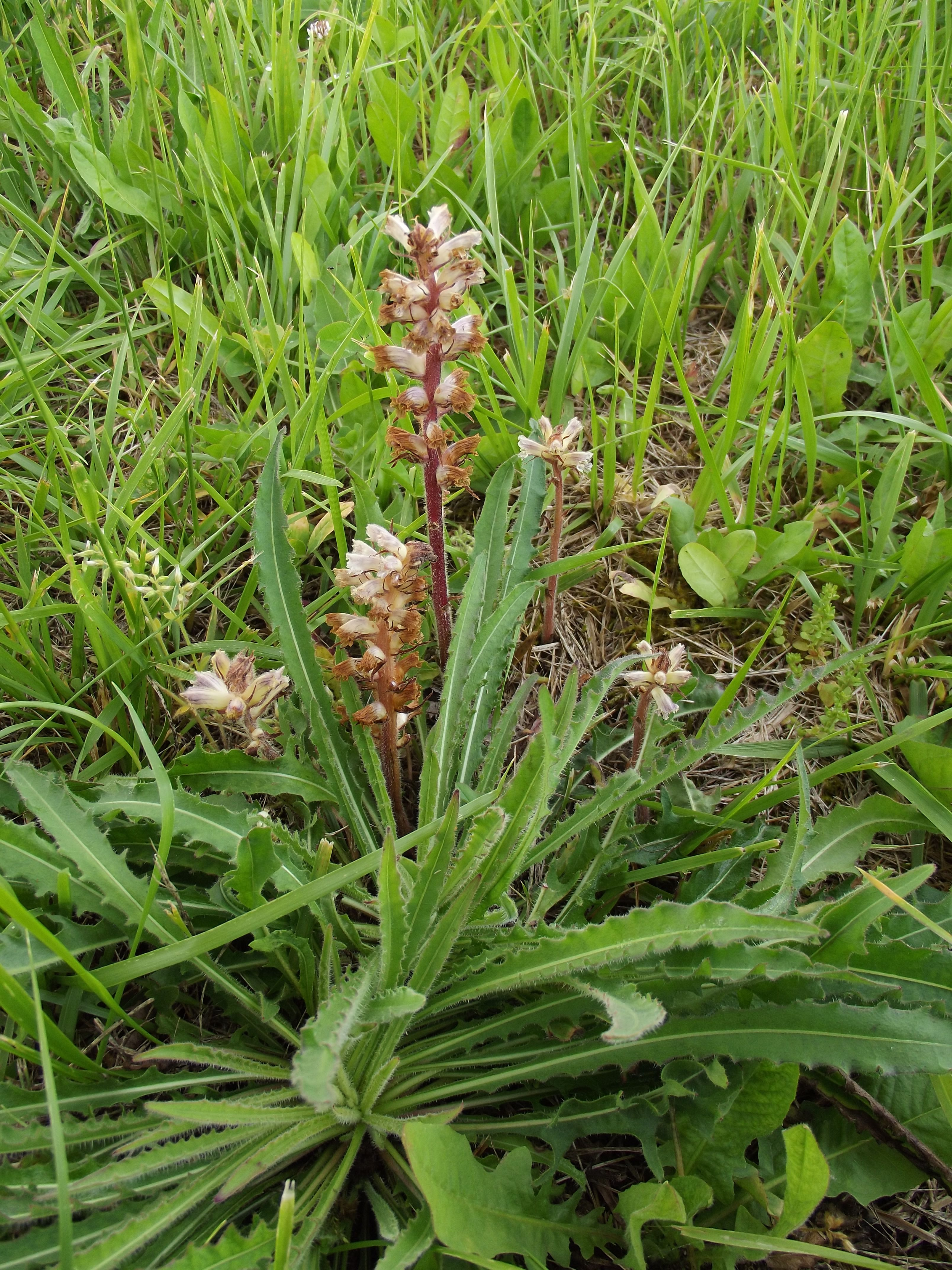
Op waardplant
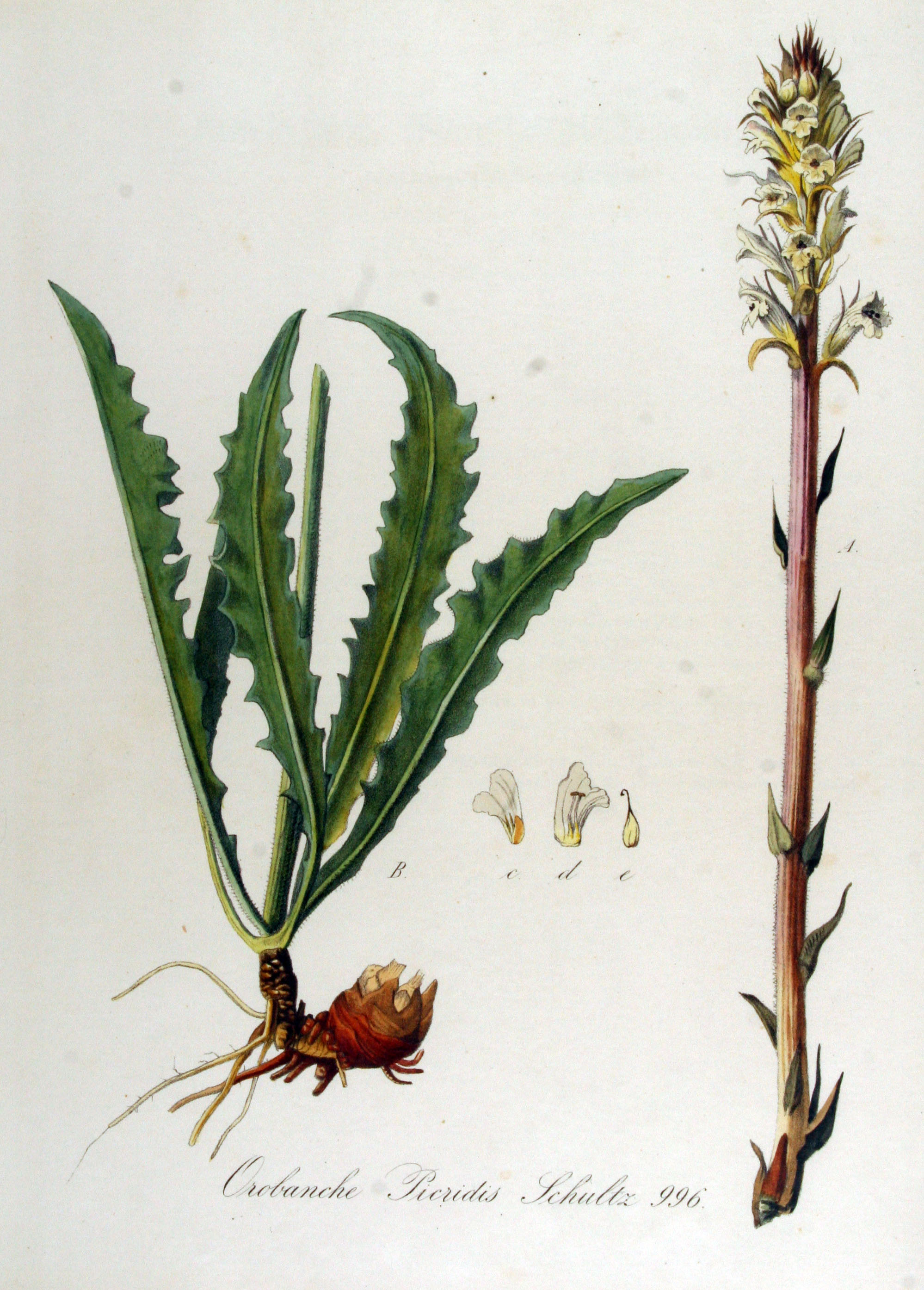
Flora Batava
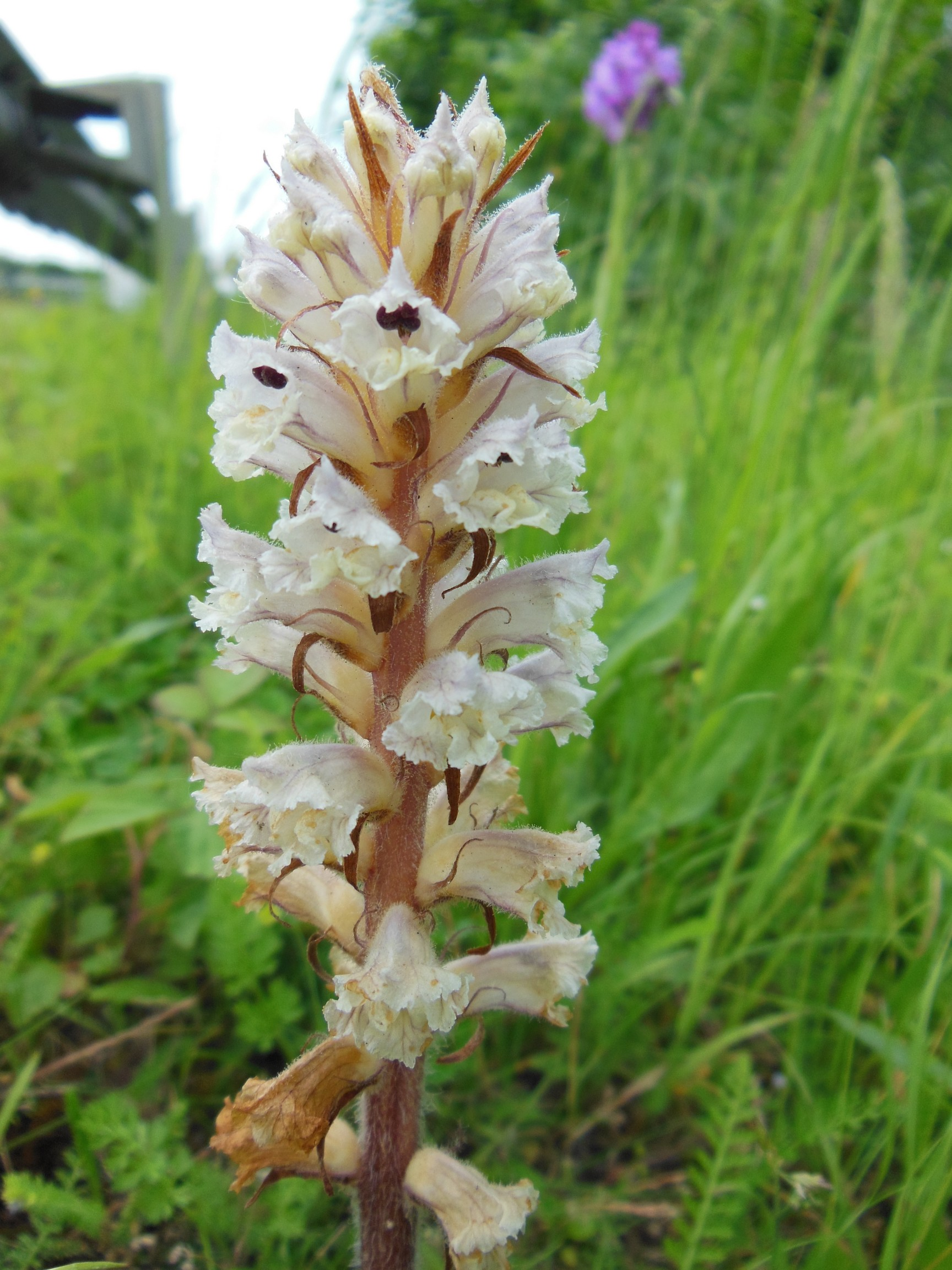
Bloeiwijze
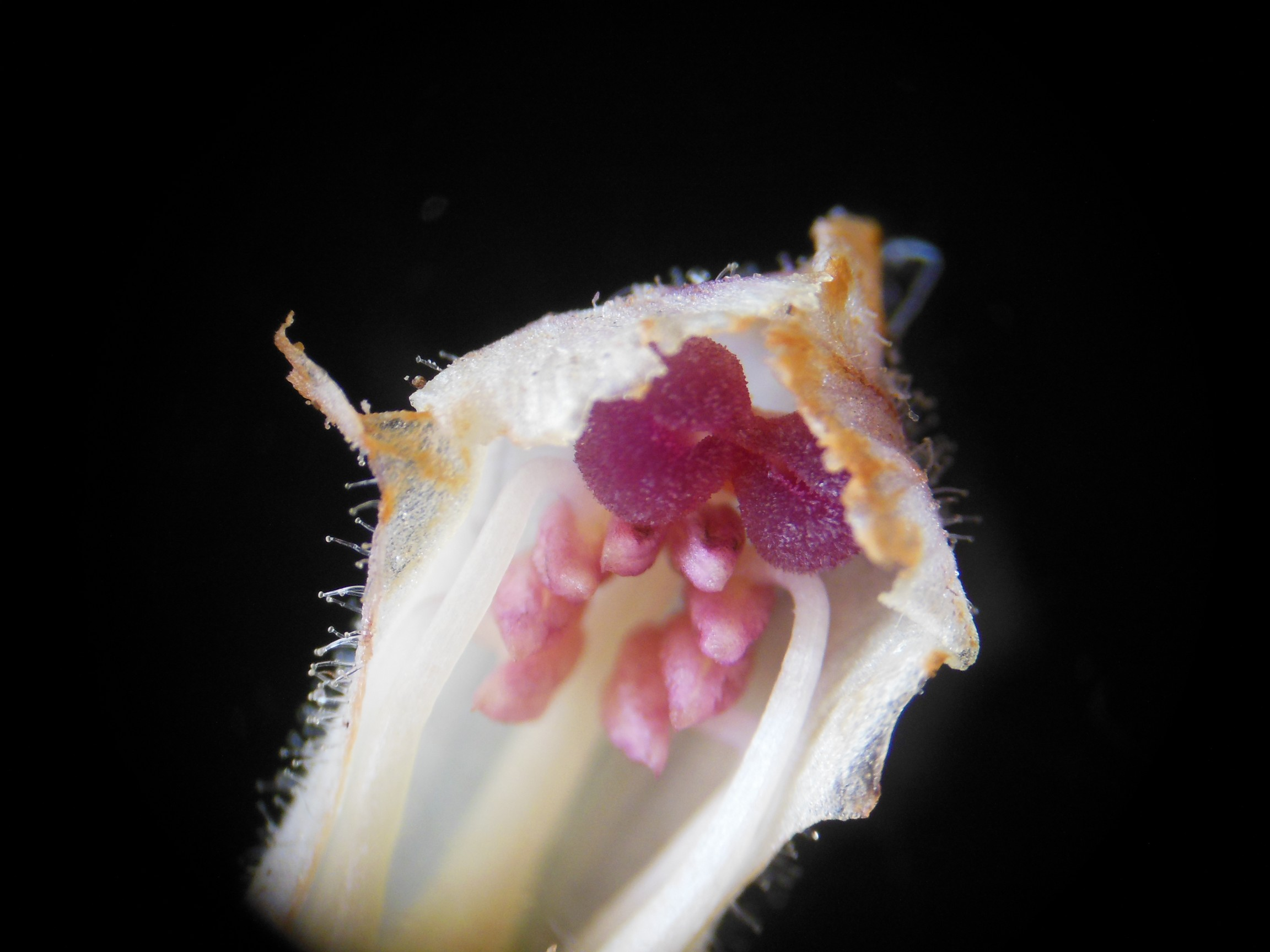
Bloem

## Ecologie en verspreiding
Bitterkruidbremraap staat op zonnige, droge, voedselarme en kalkrijke zandgrond. De plant is voornamelijk een duinplant en een typische vertegenwoordiger van het oude zeedorpenlandschap. Ze groeit zowel op vergraven als ook minder verstoorde bodem en kan in sommige jaren overvloedig voorkomen op grazige en bloemrijke noordhellingen. Verder is ze te vinden in droge valleien en wordt ze plaatselijk in de duinen ook gezien op zandige spoorwegterreinen en langs nieuwe paden. De soort heeft een Europees areaal, waarbinnen ook Nederland valt, en heeft tevens enkele voorposten in Noordwest Afrika, Zuidoost Europa en Klein Azië. In Nederland is het bitterkruidbremraap hoofdzakelijk beperkt tot het duingebied tussen Katwijk en Bergen. Verder komt ze zeer sporadisch en vaak onbestendig voor op rotsachtige plaatsen langs de rivieren en spoorwegen. Ze parasiteert op echt bitterkruid en wordt een enkel keer gevonden op gewoon biggenkruid, infectie heeft vaak het gevolg dat de gastheer niet tot bloei komt.